# Fliegerkorps Tunis
O Fliegerkorps Tunis foi um Corpo Aéreo da Luftwaffe que atuou durante a Segunda Guerra Mundial. Foi formado no dia 12 de Fevereiro de 1943 em La Fauconnerie a partir do Fliegerführer Tunis e Fliegerführer Afrika.
Teve a sua base do QG em La Fauconnerie sendo movido para Tunis no dia 1 de Abril de 1943. Esteve subordinado ao Luftflotte 2.
Se rendeu no mês de Maio de 1943.

## Kommandierender General
| Comandante             | Data                                         |
| ---------------------- | -------------------------------------------- |
| General Hans Seidemann | 12 de Fevereiro de 1943 - 14 de Maio de 1943 |

## Chef des Stabes
- Major Ludwig Fuchs - Fevereiro de 1943 - 14 de Maio de 1943[1]

## Ordem de Batalha
Controlou as seguintes unidades durante a guerra:
- Fliegerführer 1 (Nord)
- Fliegerführer 2 (Mitte)
- Fliegerführer 3 (Süd)
- Fliegerführer Gabes
- Verbindungsstaffel/Fliegerkorps Tunis
- Flugbereitschaft/Fliegerkorps Tunis (Fi 156), 2.43 - 5.43